# Memorie (Cardinale di Retz)
Memorie (Mémoires) è  un'opera autobiografica di Jean-François Paul dei Gondi, cardinale de Retz (1613-1679), pubblicate postume per la prima volta nel 1717 e, secondo il manoscritto originale, nel 1837.

## Trama
Jean-François Paul de Gondi, appartenente a una famiglia di origine italiana divenuta molto potente in Francia tra la fine del XVI e gli inizi del XVII secolo, venne destinato dai familiari a prendere gli ordini sacri benché non avesse la minima vocazione religiosa. Cominciò a occuparsi attivamente di politica quando, dopo la morte di Richelieu, il cardinal Mazzarino divenne primo ministro (1642); quando anche Luigi XIII morì (1643), essendo il successore Luigi XIV minorenne, Mazzarino fu di fatto reggente di Francia assieme alla regina madre Anna d'Austria. Gondi divenne uno dei capi della "Fronda" (la rivolta del Parlamento di Parigi contro Mazzarino fra il 1648 e il 1649). Nominato cardinale nel 1652, Gondi fu fatto arrestare da Mazzarino lo stesso anno: rinchiuso dapprima a Vincennes e poi a Nantes, riuscì tuttavia a evadere nel 1654 recandosi in Italia. Ritornato in patria dopo la morte di Mazzarino (1661), ricevette da Luigi XIV l'abbazia di Saint-Denis e fu incaricato dal re di missioni diplomatiche, specialmente a Roma. Le Memorie furono composte da Gondi, ora cardinale di Retz, tra la fine del 1675 e l'inizio del 1677, verosimilmente a istanza di Madame de Sévigné.
Le Memorie, nello stato in cui le conosciamo, sono costituite da tre parti. 
- Nella prima parte sono narrati gli avvenimenti del periodo 1613-1643; Gondi racconta della sua famiglia («Appartengo a una casa illustre in Francia e antica in Italia»[4]), della sua gioventù scapestrata (donne e duelli), dell'ostinazione di suo padre perché diventi uomo di Chiesa nonostante «l'anima meno ecclesiastica di tutto l'universo»[5]; della partecipazione alla congiura del conte di Soissons contro Richelieu.
- Nella seconda parte, la più lunga delle tre, sono narrati gli eventi legati alla Fronda: quando l'arresto di Broussel provoca la ribellione del popolo di Parigi, Gondi si prodiga per placare la rivolta; ma Mazzarino e Anna d'Austria, anziché ringraziarlo, lo ritengono un sedizioso. Retz rimane a Parigi durante il ritiro della corte a Saint-Germain e cerca invano di condurre Condé nel campo del Parlamento di Parigi. In seguito Gondi diventa, con Bouillon e Turenne, uno dei capi della ribellione che si chiude nel marzo 1649 con la Pace di Rueil. Seguono poi l'arresto dei principi Condé, Conti e Longueville, la guerra civile, l'esilio di Mazzarino, infine, la vittoria del re, che il 22 ottobre 1652 concede l'amnistia generale. Ciò non impedisce, il successivo 13 dicembre, l'arresto del Gondi, divenuto cardinale di Retz qualche settimana prima: imprigionato prima a Vincennes e poi a Nantes, il cardinale di Retz riesce tuttavia ad evadere l'8 agosto 1654, rifugiandosi dapprima in Spagna e, tre mesi dopo, in Toscana.
- La terza parte è molto breve e si interrompe al 1655. Gondi è a Roma; viene ricevuto da papa Innocenzo X (novembre 1654). Dopo la morte del papa (7 gennaio 1655) il successivo conclave dura 80 giorni. Retz è il grande elettore del cardinale Chigi, eletto papa col nome di Alessandro VII. A Roma Retz apprende che in Francia la Corte ha dato l'amministrazione dell'arcidiocesi di Parigi al Capitolo della Cattedrale di Notre-Dame. Egli lotta perché i suoi diritti siano riconosciuti e recuperi la sua diocesi. A questo punto il testo delle Memorie si interrompe bruscamente.

## Critica
Per Voltaire, «Queste memorie sono scritte con un'aria di grandezza, una impetuosità di genio e una ineguaglianza che sono l'immagine della sua condotta».
Per Carlo Cordié, in quest'opera l'autore vuole presentarsi al pubblico sotto il ritratto di uomo di eccezione: nonostante la deformazione degli avvenimenti che lo riguardano, che rivelano una ricca conoscenza di uomini e di ambienti, l'opera «si pone come una delle più significative testimonianze di un carattere animoso e degno della Rinascenza».
Per Gustave Lanson, se i ritratti del cardinal di Retz non sono sempre veri individualmente, lo sono però umanamente parlando, in quanto Retz falsa la storia, ma non la psicologia.

## Edizioni

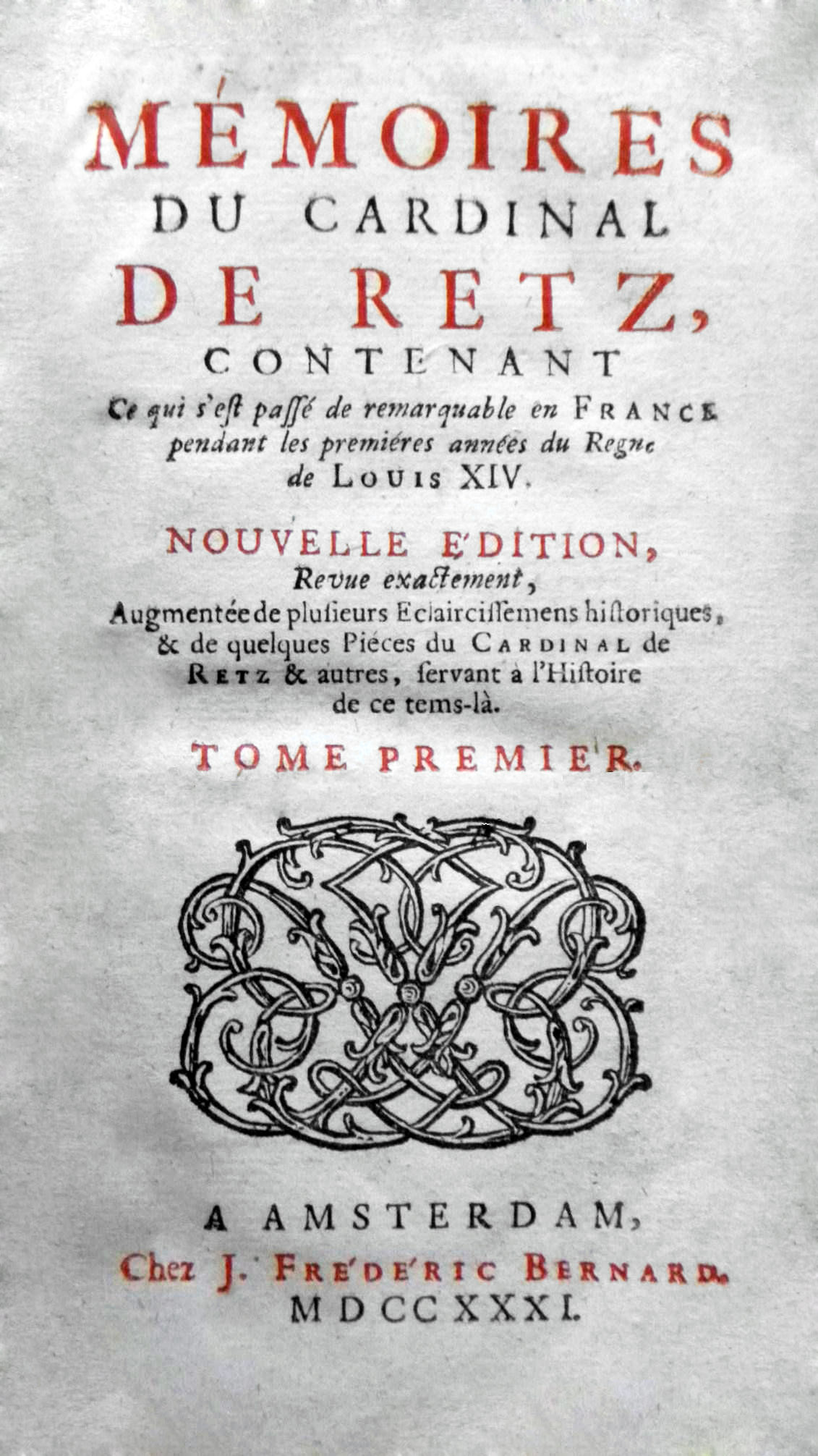
Memoires del cardinale de Retz, edizione del 1731

- (FR) Mémoires de monsieur le cardinal de Retz, Tome premier [- troisième], A Amsterdam: Chez Jean-Frederic Bernard & se trouve à Nancy chez Jean-Baptiste Cusson, 1717 (Google libri)
- (FR) Nouvelle collection des mémoires pour servir à l'histoire de France depuis le XIIIe siècle jusqu'à la fin du XVIIIe; précédés de notices pour caractériser chaque auteur des mémoires et son époque ; suivis de l'analyse des documents historiques qui s'y rapportent. Tome I, Mémoires du cardinal de Retz, publiés pour la première fois sur le manuscrit autographe ; avec leur complément jusqu'en 1679 d'après les documents originaux; par MM. Champollion-Figeac et Aimé Champollion fils. Paris: E. Proux, 1837 (Google libri)
- Jean François Paul de Gondi, Memorie del Cardinale di Retz (1613-1679), traduzione dal francese a cura di Domenico Bartoli e Cesare Giardini, Collana Grandi ritorni, Milano, Bompiani, 1946 (antologia).  Prefazione di Giovanni Macchia, Collana Nuovo Portico, Bompiani, 1981.
- Paul de Gondi, cardinale di Retz, Memorie; seguite dal Manifesto del duca di Beaufort e da passi delle Lettere di Madame de Sévigné, a cura di Serafino Balduzzi; prefazione di Sergio Romano, Roma-Bari, Laterza, 2001, ISBN 88-8231-149-X (testo integrale).
- Cardinale di Retz, Memorie, traduzione di Serafino Balduzzi, Luni Editrice, 2013, ISBN 978-88-7984-312-6.